# 中华人民共和国最高人民法院数字图书馆
中华人民共和国最高人民法院数字图书馆是由中华人民共和国最高人民法院主办的数字图书馆。

## 简介
2016年，在最高人民法院支持下，由隶属该院的人民法院出版社主导，中国国家图书馆、中国电子集团、京东集团、中软公司等机构参与的中国法院数字图书馆规划获得中共最高人民法院党组批准，争取用三至五年成为“东方法律的标志性文化建设平台”，迈向世界一流法律数字图书馆。励讯集团等机构也对“中国法院数字图书馆”建设项目给予了支持。
2016年11月22日，“中华人民共和国最高人民法院数字图书馆”正式上线，最高人民法院院长周强出席上线活动、启动最高人民法院数字图书馆上线运行并讲话，人民法院出版社社长黄文俊进行了最高人民法院数字图书馆使用演示。此次上线活动由最高人民法院副院长江必新主持。